# Leporinus amae
Leporinus amae är en fiskart som beskrevs av Godoy, 1980. Leporinus amae ingår i släktet Leporinus och familjen Anostomidae. Inga underarter finns listade i Catalogue of Life.